# Theotima makua
Theotima makua là một loài nhện trong họ Ochyroceratidae. Loài này phân bố ở Hawaii.